# Amphimédon
Pour les articles homonymes, voir Amphimédon (homonymie).
Amphimédon (en grec ancien : Ἀμφιμέδων, Amphimédôn) est un personnage de l'Odyssée, prétendant de Pénélope.

## Biographie fictive
Amphimédon est l'un des fils de Mélanée d'Ithaque. Resté sur l'île pendant l'absence d'Ulysse, qui prend part à la guerre de Troie avant d'errer sur les mers, Amphimédon devient l'un des prétendants de Pénélope, reine d'Ithaque et femme d'Ulysse.
Au retour d'Ulysse à Ithaque, lors du massacre des prétendants, Amphimédon lance un javelot sur Télémaque, fils d'Ulysse. Celui-ci, sous la protection d'Athéna, n'en reçoit qu'une égratignure à la main et le tue en retour.
Amphimédon descendu aux enfers, son ombre est reconnue par Agamemnon. Amphimédon lui raconte alors l'histoire des prétendants de Pénélope.

## Odyssée
Dans l'Odyssée d'Homère, Amphimédon est mentionné trois fois au chant XXII. Il est introduit au vers 241 en même temps que deux autres prétendants, Eurynomos et Démoptolème :
« μνηστῆρας δ' ὤτρυνε Δαμαστορίδης Ἀγέλαος

Εὐρύνομός τε καὶ Ἀμφιμέδων Δημοπτόλεμός τε

Πείσανδρός τε Πολυκτορίδης Πόλυβός τε δαΐφρων· »
—  Homère
 ,  Odyssée (traduction de Leconte de Lisle, 1893)

« Mais le Damastoride Agélaos, Eurynomos, Amphimédôn, Dèmoptolémos, Peisandros Polyktoride et le brave Polybos excitaient les prétendants »
— Odyssée (traduction de Leconte de Lisle, 1893)
Son rapide combat contre Télémaque et sa mort sont évoqués entre les vers 277 et 284 :
« Ἀμφιμέδων δ' ἄρα Τηλέμαχον βάλε χεῖρ' ἐπὶ καρπῷ

λίγδην, ἄκρην δὲ ῥινὸν δηλήσατο χαλκός.

(...)

ἔνθ' αὖτ' Εὐρυδάμαντα βάλε πτολίπορθος Ὀδυσσεύς,

Ἀμφιμέδοντα δὲ Τηλέμαχος, Πόλυβον δὲ συβώτης· »
—  Homère
 ,  Odyssée (traduction de Leconte de Lisle, 1893)

« Amphimédôn effleura la main de Tèlémakhos, et la pointe d'airain enleva l'épiderme.

(...)

le destructeur de citadelles Odysseus perça Eurydamas ; Tèlémakhos, Amphimédôn »
— Odyssée (traduction de Leconte de Lisle, 1893)
Le personnage réapparait au chant XXIV ; reconnu par Agamemnon aux enfers, il lui explique le massacre des prétendants :
« ὣς οἱ μὲν τοιαῦτα πρὸς ἀλλήλους ἀγόρευον·

ἀγχίμολον δέ σφ' ἦλθε διάκτορος Ἀργεϊφόντης

ψυχὰς μνηστήρων κατάγων Ὀδυσῆϊ δαμέντων.

τὼ δ' ἄρα θαμβήσαντ' ἰθὺς κίον, ὡς ἐσιδέσθην.

ἔγνω δὲ ψυχὴ Ἀγαμέμνονος Ἀτρεΐδαο

παῖδα φίλον Μελανῆος, ἀγακλυτὸν Ἀμφιμέδοντα·

ξεῖνος γάρ οἱ ἔην Ἰθάκῃ ἔνι οἰκία ναίων. »
—  Homère
 ,  Odyssée (traduction de Leconte de Lisle, 1893)

« Et tandis qu'ils se parlaient ainsi, le messager tueur d'Argos s'approcha d'eux, conduisant les âmes des prétendants domptés par Odysseus. Et tous, dès qu'ils les virent, allèrent, étonnés, au-devant d'eux. Et l'âme de l'Atréide Agamemnôn reconnut l'illustre Amphimédôn, fils de Mélantheus, car il avait été son hôte dans Ithakè. »
— Odyssée (traduction de Leconte de Lisle, 1893)